# 鈴木商会
株式会社鈴木商会（すずきしょうかい）は、ホテル、スキー場等リゾート施設の経営・経営受託・コンサルティングを業務とする会社である。2000年～2008年頃にかけて多数のホテル、スキー場を傘下に入れ事業を拡大していた。北海道を拠点とする同名のリサイクル関連会社との関連はない。

## 沿革
- 1943年（昭和18年）- 前身会社設立。
- 1958年（昭和33年）- 赤倉熊堂スキー場（現・赤倉温泉スキー場）を開設[1][注 1]。
- 1964年（昭和39年）- 株式会社鈴木総本社に商号変更[5][注 2]。
- 1972年（昭和47年）- 群馬県水上町（現・みなかみ町）に水上奥利根スキー場（現・奥利根スノーパーク）を開設。
- 1979年（昭和54年）- 北海道白滝村に北大雪スキー場を開設。
- 1994年（平成6年）- 鈴木一正が社長に就任。
- 1995年（平成7年）2月 - 創業者で会長の鈴木一弘が死去[注 3]。
- 1999年（平成11年）- 1999-2000シーズンから北大雪スキー場の営業を休止。
- 2000年（平成12年）- 安芸グランドホテルの譲渡を受け運営を開始。
- 2004年（平成16年）- 岩手高原スノーパーク（旧・岩手高原スキー場） の営業譲渡を受け運営を開始。
- 2006年（平成18年）- 株式会社鈴木商会に商号変更。黒伏高原スノーパークジャングル・ジャングルの営業譲渡を受け運営を開始。
- 2007年（平成19年）- 表万座スノーパーク（旧・表万座スキー場）と函館七飯スノーパーク（旧・函館七飯スキー場） の譲渡を受け運営を開始。白樺湖ロイヤルヒルスキー場の譲渡を受け運営を開始。北大雪スキー場の営業を再開。
- 2008年（平成20年）- 指宿温泉 こらんの湯「錦江楼」の譲渡を受け運営を開始。
- 2009年（平成21年）- 経済情勢の悪化を理由に2009-2010シーズンから再び北大雪スキー場の営業を休止。
- 2011年（平成23年）- 経済情勢の悪化を理由に2011-2012シーズンから表万座スノーパークの営業を休止。
- 2016年（平成28年）- 函館七飯スノーパークは春夏秋のゴンドラ営業を開始。

## 創業者
創業者の鈴木一弘は、1917年に愛知県で生まれ、1935年ごろ郷里の滝実業学校を中退後、鉄鋼商・鉄鋼所の経営などにあたり、第二次大戦中は軍需省航空兵器総局の嘱託として同省に鉄鋼品を納入したりしていた。終戦後は名古屋で鉄鋼品の製造販売、陶器・楽器・自動車用部品の製造など手広く事業を営み、新興勢力として中京財界に台頭し、その間無尽会社にも関与し無尽業界（のちの相互銀行業界）とも関係をもった。
1950年上京し、合成繊維漁網の販売を手始めに不動産業、金融業などを営むなか、白木屋乗っ取り事件に横井英樹派として関わり、その後1958年に妙高高原スキー場開発などを手掛ける房総観光産業株式会社の代表取締役社長となったほか、数社の傘下会社の役員を兼ねた。同年から1960年にかけて、大東京火災海上保険、東都水産、浅野物産、愛知トヨタ自動車、北陸銀行、日本加工製紙、野崎産業、大阪機工、若林酒類食品、愛知時計電機、大生相互銀行など中堅企業合計21社の株買い占めに動き、これを会社側に高値で買い戻しを迫るなどした。このときの行為が恐喝などにあたるとして1960年11月に逮捕され12月に起訴、1966年8月には有罪判決を受けた。また、田中角栄が関与した1960年代の鳥屋野潟疑惑にも関わった。その後はスキー場等レジャー施設運営するを鈴木総本社を創業して経営にあたり、1995年に死去した（グリーンメーラー参照）。

## 関連会社
- 株式会社白浜エンタープライズ
- 株式会社串本海中公園センター
- 株式会社グランドレジャー（スキー場等を運営する会社だったが、鈴木商会と合併、解散）
- 株式会社ホテル＆リゾートマネジメント（旧称株式会社スポーティングマネジメント。スキー場等を運営する会社だったが、鈴木商会と合併、解散）

## 運営施設
- スキー場
  - 赤倉温泉スキー場
  - 奥利根スノーパーク
  - 白樺湖ロイヤルヒルスキー場
  - 黒伏高原スノーパークジャングル・ジャングル
  - 岩手高原スノーパーク
  - 函館七飯スノーパーク
  - 北大雪スキー場
  - 表万座スノーパーク
- ホテル
  - 安芸グランドホテル
  - 指宿温泉　こらんの湯「錦江楼」

## 関連施設
- ホテル
  - ホテルグリーヒル白浜
  - 美浜レステル
- テーマパーク
  - 串本海中公園センター